# Dalmatowie

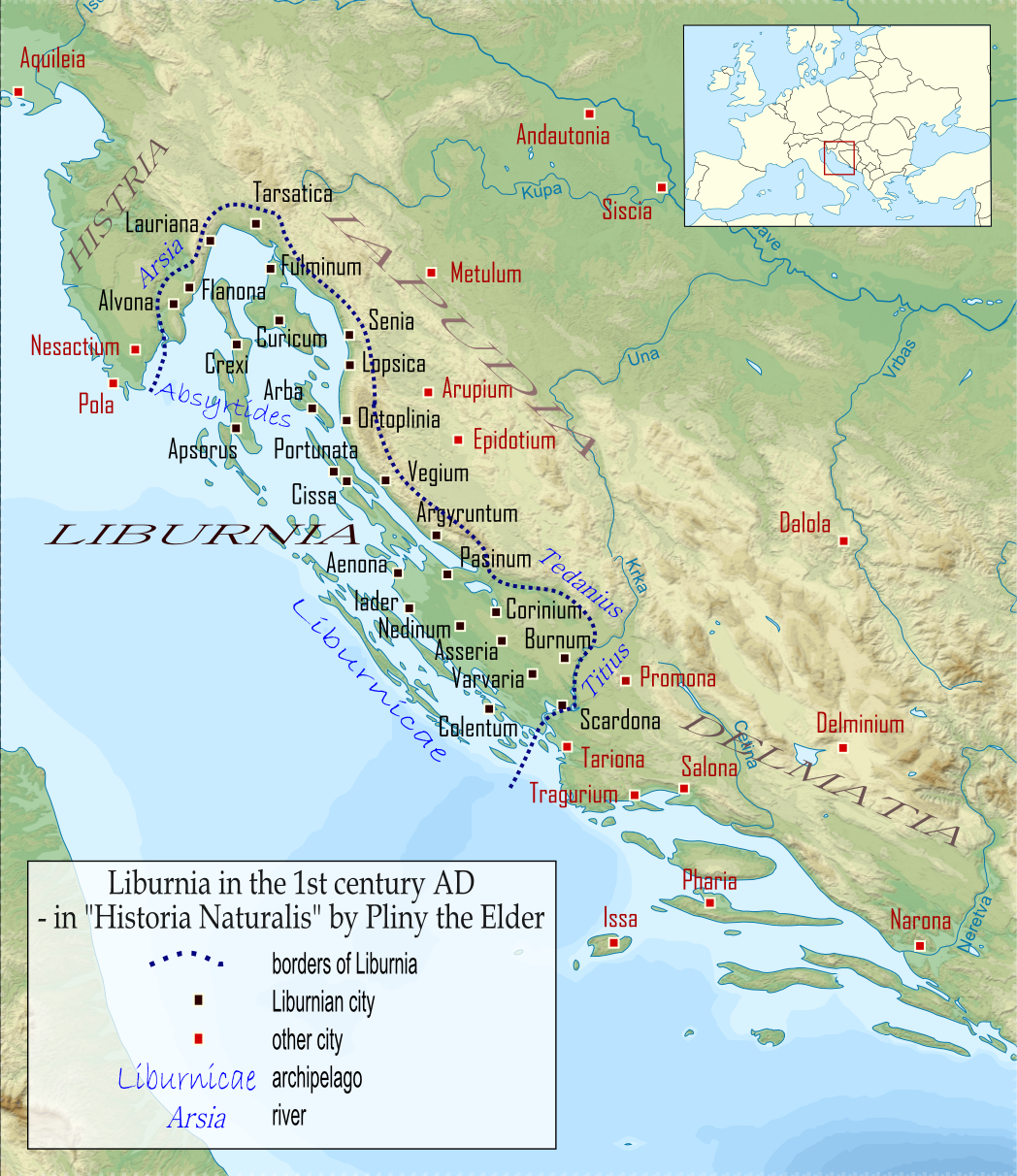
Część północnego wybrzeża Adriatyku w I w. n.e. z oznaczonym regionem zamieszkiwanym przez Dalmatów ("DELMATIA")

Dalmatowie, Delmatowie (łac. Dalmatae lub Delmatae) – starożytne plemię iliryjskie zamieszkujące północne wybrzeża Adriatyku pomiędzy rzekami Krka i Neretwa. 
Pierwsze wzmianki o Dalmatach dotyczą III w. p.n.e., kiedy zetknęli się z nimi Rzymianie. Zamieszkiwali wówczas iliryjskie wybrzeże Morza Adriatyckiego. Piracka działalność plemion iliryjskich wywoływała liczne starcia, z czasem jednak zaczęli oni zawierać z Rzymem także sojusze. 
W 168 r. p.n.e. Rzymianie doprowadzili do upadku królestwo iliryjskie. Dalmatowie pozostali najważniejszym czynnikiem politycznym w tym regionie, który próbował wypełnić pustkę po zniszczonym państwie. W 155 r. Rzymianie zniszczyli główne miasto Dalmatów – Delminium (Delmium), narzucili też im trybut, jednak plemię pozostało istotnym czynnikiem, jaki Rzymianie musieli brać pod uwagę w polityce w tym regionie. W 78 r. p.n.e. Rzymianie musieli przeprowadzić zbrojną interwencję przeciwko nim, prawdopodobnie po tym, jak Dalmatowie zajęli Salonę. 
W czasie wojny Cezara z Pompejuszem Dalmatowie poparli tego ostatniego. Gdy poniósł klęskę, zawarli pokój z Cezarem, jednak wkrótce potem doszło do wojny, w której Dalmatowie zostali pokonani (45–44 r. p.n.e.). Po śmierci Cezara działania przeciwko Dalmatom kontynuował Oktawian August, który w kampanii z lat 35–33 r. p.n.e. potwierdził rzymskie panowanie nad tym regionem (w 27 r. p.n.e. utworzono tu prowincję rzymską Illyricum). Dalmatowie wraz z sąsiadami wzniecali jednak kolejne powstania przeciwko Rzymianom, w 13–9 r. p.n.e. i ponownie w 6–9 r. n.e. Efektem tego ostatniego powstania była ostateczna klęska Dalmatów i podział Illyricum na dwie odrębne prowincje (jedna z czasem otrzymała nazwę Dalmatia) w celu lepszej kontroli nad tubylczą ludnością.